# Neoquernaspis chiulungensis
Neoquernaspis chiulungensis är en insektsart som först beskrevs av Takagi in Takagi och Howell 1977.  Neoquernaspis chiulungensis ingår i släktet Neoquernaspis och familjen pansarsköldlöss. Inga underarter finns listade i Catalogue of Life.